# 村田基
村田 基（むらた はじめ、1958年1月14日 - ）は、日本のプロ釣り師（デモンストレーター）、シマノおよびデュオ (釣具メーカー)フィールドテスター、YouTuber。潮来つり具センター店長、全国管理釣り場協会会長、霞ヶ浦北浦湖面調整委員会副会長、ウォーターランドインターナショナル代表。
日本のバスフィッシングやトラウトフィッシングなどルアーフィッシングにおける先駆者的存在で、釣り人に「王様」や「ミラクルジム (JIM) 」と呼ばれている。
自称「日本一忙しい釣具屋のオヤジ」。
息子はおさむんの名前で活動している

## 来歴
神奈川県川崎市出身で茨城県潮来市在住。釣具店を経営する釣り好きの父の影響で3歳頃から釣りを始めた。ルアーフィッシングは12歳ごろからスタート、サバやハスやワタカなどあらゆるものをターゲットとした。12歳の頃から父の影響で様々な山上湖にヘラぶな釣りに行きそこでトラウトフィッシングやバスフィッシングに出会う。それ以降ルアーフィッシングに熱中し、15歳のころには海釣りに興味が出始め、防波堤から乗合船などまで様々な条件下で魚を釣っていく。父親の経営する釣具店を手伝う中で、釣り人と釣具について様々な事を学ぶ一方、趣味の分野では、 1980年に富士スピードウェイのジムカーナ・シリーズチャンピオン、1978年～1981年にはディスコのDJ、また、ボウリングもプロ顔負けの腕前であった。
1978年に雑誌『つり人』にて、釣りに関しての執筆活動を始める。そして1982年に『とびだせ!つり仲間』でテレビ出演し、1984年には自身のブランドルアーメーカー「ウォーターランドインターナショナル」を始め、1985年に総合釣り具メーカー「シマノ」をスポンサーにつけ、水郷オープンやJBTAなどのトーナメントに参加。しかし、自由な場所で自由に釣りができないなど自身のスタイルに合わずトーナメンターとしてのバスプロをやめ、プロデモンストレーターをする傍ら、シマノのアドバイザーとしてタックルの開発に参加。『早い釣り、遅い釣り』、『ナチュラル&アピール』や『コンパクトなスイングでのシャープなキャスティング』、また自身のルーツでもあるヘラブナ釣りから得た『シャープなフッキング』などを提唱した。その後は、日本全国で釣りの巡回セミナーを始めたり、漫画『グランダー武蔵』、『Mr.釣りどれん』、『バスボーイQ』やゲーム『バッシングビート』シリーズのキャラクター出演した。
1997年に村田基ファンクラブ（ウォーターランドクラブ）が設立され、2010年時点の会員数は全国に2,000名を超えている。
このファンクラブ設立にあたっては、自身のVHSビデオ「まちがいだらけのバッシング」シリーズ(Vol.1～Vol.4)で共演する釣れない君（つれないくん・本名：三野太郎）が代表を務め、オリジナルグッズの販売や釣り大会等のイベント運営を行っている。
現在は、潮来つり具センター店長でフィッシングタックルのアドバイザーをやりながら世界各国を釣り歩くようになり『釣り・ロマンを求めて』の出演、出演ビデオ・単行本を多数出版、釣り雑誌への執筆活動を活発に行っている。
琵琶湖でのリリース禁止問題にいち早く行動を起こすが、その努力虚しく、バスが外来種指定されてしまう。この頃から、バスフィッシング人気がやや下火になったこと、スポンサー(シマノ)から表立ったバス釣りの活動を制限されたことなどにより、2001年より行ってきた管理釣り場のイメージアップの活動を本格化させる。魚に優しいゴム製ネットの普及や、管理釣り場でのルアーフィッシングを幅広いファン層に紹介した。また、ネイティブのサーモン、海アメマスにも力を入れており、管釣りと共にネイティブトラウトのタックル開発にも力を注いでいる。
2009年では、世界の巨大魚を釣り歩きながら、ほぼ10年ぶりにバスロッドの開発に携わっている。

## アドバイザーとして開発に関わっているメーカー
現在以下のメーカーのタックル開発に関わっている。自身が開発に関わった製品の一部や特注カラーにはパッケージに『スゲー釣れる!!マル王推薦品』のシールが張られている。
- WaterLand
- シマノ
- OWNER
- サンヨーナイロン
- ラパラ
- デュオ (釣具メーカー)
- RING STAR
- NTスイベル

## 作品

### 出演作品

#### VHS
- 釣りロマンを求めて　Vol.6　誇りたかきゲーム。バスフィッシングに挑戦! (テレビ東京)(1994年)
- ミラクルジムのここからはじまるバスフィッシング 入門編 (1997年12月20日、日本コロムビア)
- ミラクルジムのバスフィッシング 村田基 つり How to ビデオ (1997年12月20日、コロムビアミュージックエンタテインメント)
- 最新ハイテクフィッシングシリーズ4 遅い釣り・早い釣り(シマノ)
- 最新ハイテクフィッシングシリーズ7 遅い釣り・早い釣りII 教えられるバサーになれ(シマノ)
- 最新ハイテクフィッシングシリーズ11 完全無欠のJapan Style もっとBASSは釣れる(シマノ)
- 最新ハイテクフィッシングシリーズ12 完全無欠のJapan StyleII もっともっとBASSは釣れる(シマノ)
- 最新ハイテクフィッシングシリーズ14 完全無欠のJapan StyleIII スーパーもっとBASSは釣れる(シマノ)
- 最新ハイテクフィッシングシリーズ20 完全無欠のJapan StyleVI ウルトラもっとBASSは釣れる(シマノ)
- 最新ハイテクフィッシングシリーズ 完全無欠のJapan StyleIXこれでもっとBASSは釣れる(シマノ)
- 最新ハイテクフィッシングシリーズ24 完全無欠のJapan StyleX Japanese Dream 池原ダム実釣編(シマノ)
- 最新ハイテクフィッシングシリーズ25 完全無欠のJapan StyleXI Japanese Dream さらなる秘密編(シマノ)
- 最新ハイテクフィッシングシリーズ 完全無欠のJapan StyleXII もっとBASSは釣れる FINAL(シマノ)
- HAJIME MURATA'S Performance BASSING Part1～4(ZEAL)
- アマゾン珍道中 Vol.1~2(ZEAL)
- Topwater Bassing Part.1,3(ZEAL)
- エキサイティングバッシング Vol.1～3 (堤屋)
- まちがいだらけのバッシング vol.1～4(トラスティー)
- 最新ハイテクフィッシングシリーズ13 NEWステラが挑む究極の世界1 "DRAG is Singin" フロリダ編(シマノ)
- 最新ハイテクフィッシングシリーズ19 NEWステラが挑む究極の世界3 "DRAG is Singin" in MOLDIVES(シマノ)
- ミラクルジムのグランダーバッシングinUSA オルカイザー編(バンダイ)
- ミラクルジムのグランダーバッシングinUSA スケルトン編(バンダイ)
- アーマードスイマー テクニック

#### DVD
- 管釣りマスター 1～4(内外出版社)
- ルアーマガジン・ザ・ムービー vol.2,5(内外出版社)
- 世界!秘境釣行vol.2、8、9、12(グローバルアイ)
- 遊びの達人 Fish＆Field　Vol.1～17
- Fish!! Forever Vol.1～3 (堤屋)
- 村田基のエリアフィッシング完全攻略ガイド(ぶんか社)(2006年)
- 幻のスーパーテクニック復刻版　もっともっとバスは釣れる(2006年5月20日、グローバルアイ)
レンタル専用。「もっともっとバスは釣れる」のDVD版。
- 幻のスーパーテクニック復刻版　スーパーもっとバスは釣れる(2006年5月20日、グローバルアイ)
レンタル専用。「スーパーもっとバスは釣れる」のDVD版。
- 幻のスーパーテクニック復刻版　ウルトラもっとバスは釣れる(2006年7月25日、グローバルアイ)
レンタル専用。「ウルトラもっとバスは釣れる」のDVD版。
- 幻のスーパーテクニック復刻版　これでもっとバスは釣れる(2006年7月25日、グローバルアイ)
レンタル専用。「これでもっとバスは釣れる」のDVD版。
- 幻のスーパーテクニック復刻版　もっとバスは釣れるFINAL(2006年7月25日、グローバルアイ)
レンタル専用。「もっとバスは釣れるFINAL」のDVD版。

#### 書籍
- 王様村田基ルアーの達人(光文社)(1997年)
- スーパー・バッシング・テクニック―バスの王様村田基(桃園書房)(1997年)
- BASSING SPIRITS '98 (桃園書房)(1998年)
- バスモード 村田基倶楽部(フォーゲル)(1998年) - 村田基監修
- グランダー武蔵&ミラクルジム バスフィッシングレボリューション(小学館)(1998年) - 村田基監修
- 村田基の「釣れる」バスフィッシング―今世紀最強の男「ジム村田」が贈る最高のバスフィッシング入門書(廣済堂出版)(1999年)
- 村田基の爆釣巨大バス―池原ダム・七色ダム完全ガイド (日本文芸社)(1999年)
- 村田基のスーパーエリアフィッシング―この1冊で管釣りのすべてがわかる!! (コスミック出版)(2004年) - 村田基監修
- 見てわかる!管理釣り場のルアーフィッシング (海悠出版)(2006年) - 村田基監修
- 10倍釣れるバッシング(ランディング社)
- 10倍釣れるバッシング2(ランディング社)

### CD
- ミラクルステージ(日本コロムビア)(1998年)

### 著書
- まちがいだらけのバッシング(ソニー・マガジンズ)(1987年)
- もっとバスは釣れる!!(晶文社出版)(1997年)
- 村田基のバス釣りクリニックQ&A 119 (地球丸)(2001年)
- 王様に訊け!(海悠出版)(2002年)
- 最強のエリアフィッシング (コスミック出版)(2007年)
- 村田基最強のエリアテクニック(コスミック出版)(2007年11月16日)

## 雑誌・連載
- 間違いだらけのボート選び(Tackle Box、フリーウェイ)
- 間違いだらけのタックル選び(Tackle Box、フリーウェイ)
- パフォーマンスバッシング(Tackle Box、フリーウェイ)
- マル王のミラクルマンスリー(Rod and Reel、地球丸)
- 村田基のトラウト王国(ヒレピン、あおば出版)
- Angling Fan　(コスミック出版)
- Fishing Area　News (フリーホイール)
- ルアーマガジン (内外出版社)
- Crazy Bass (双葉社)
- つり人 (つり人社)
- つりトップ (学研)
- Landing (ランディング社)

## 出演

### テレビ番組
- テレビ東京 釣り・ロマンを求めて
- 釣りビジョン 魚種格闘技戦!
- 釣りビジョン エリアトラベラーズ
- J:COM 遊びの達人Fish&Field
- BS-TBS 世界!秘境釣行
- BS-TBS 南太平洋の楽園 Fishing Traveler
- BS-TBS 地球!夢の楽園紀行〜fishing traveler〜
- BS日テレ夢釣行〜一魚一会の旅〜
- BS-TBS いつでも釣り気分!
- テレビ東京 グランダー武蔵
- BS-TBS 釣り百景
- おとな釣り倶楽部

### CM
- シマノ 「スコーピオン」
- シマノ 「スコーピオンXT」(1997年)
- シマノ 「アンタレス」(1998年)
- シマノ 「スコーピオン シャウラ」(2000年)
- シマノ 「アクラブ」(2002年)
- ウォーターランド エリア用スプーンCM
- サンヨーナイロン 「GT-Rシリーズ」